# 普蘭-古格王國
普蘭-古格王國（威利轉寫：pu hrangs gu ge），是一個位於喜瑪拉雅山西部的小王國，它涵蓋了西藏偏遠西部和拉達克北部的部分地區。
最初首都在普蘭，後來移至岡仁波齊峰南部的托林。這個王國由被暗殺的贊普郎達瑪的曾孫建立的。
朗達瑪在吐蕃迫害佛教的時候，他的孫子益西沃在十世紀統治古格王國，負責在藏地第二次復興佛教(上路弘法)。他統治時期更多為人所知的是復興佛教，在997年他於首都建立了托林寺，同時他在現在喜馬偕爾邦建立了塔波寺。
在1624年-1635年葡萄牙人安东尼奥·德尔·安德拉德曾進入此王國傳播天主教，發展了一些信徒，但不久被驅逐出境。
這個王國在1679年-1680年被併入五世達賴喇嘛統治下的西藏政府。